# Mary Stewart, Countess of Buchan
Mary Stewart, Countess of Buchan, född 1428, död 1465, var en skotsk prinsessa, dotter till kung Jakob I av Skottland och Johanna Beaufort (skotsk drottning). 
Hon gifte sig 1444 med Wolfert VI av Borselen.